# DJ Amato

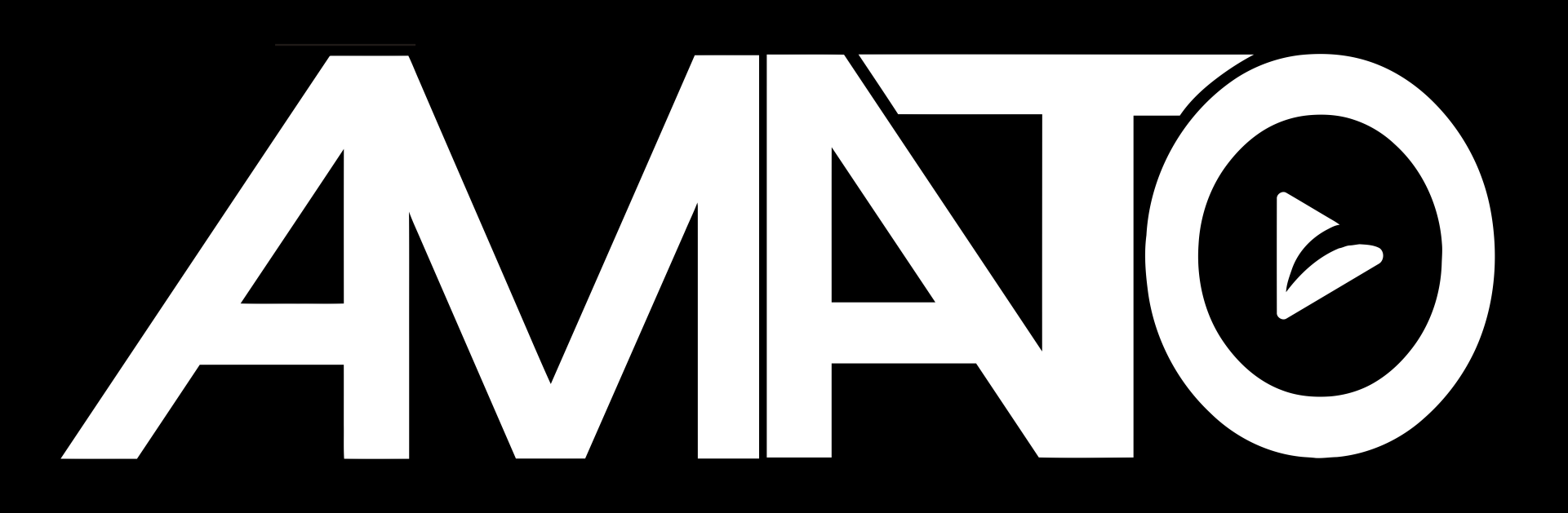

DJ Amato (bürgerlich Harald Wilhelmer; * 19. August 1982 in Innsbruck) ist ein österreichischer DJ, Musikproduzent, Entrepreneur und Radiomoderator. Bekannt wurde er 2004 durch seine Teilnahme beim DJ-Wettbewerb des Senders Hitradio Ö3.

## Leben
Im Alter von 15 Jahren begann er als DJ und sammelte Erfahrung in verschiedenen Lokalen und Discotheken, bis er schließlich 2004 als Resident-DJ in die Nachtschicht Entertainment Group in Österreich aufgenommen wurde. Hier war er mehrere Jahre in verschiedenen Standorten der Discogruppe tätig. Von 2005 bis 2019 war DJ Amato beim Tiroler Radiosender Welle 1 beschäftigt. Neben seiner Tätigkeit als Moderator, Musikchef und Produktionsleiter war er ab 2016 auch Station-Manager des Senders. Dazwischen moderierte DJ Amato auch Off-Air Aktionen und Live-Übertragungen für den österreichischen Privatsender kronehit. Im Jahr 2019 wechselte DJ Amato als Eventmanager zur Event-Location Magic Castle in Seefeld. Seit 2017 ist er zusätzlich für die Audio- und Jingle-Produktion des Radiosenders LoungeFM verantwortlich. 2022 startete das neue Radioprojekt MagicHIT in Tirol, wo DJ Amato als Verantwortlicher Station-Manager und Initiator fungiert.
DJ Amato war auf vielen Großveranstaltungen in Europa zu finden, z. B. als Betreiber eines eigenen „Love Mobiles“ auf der Street Parade in Zürich. Dazu war er noch als Tour-DJ für den österreichischen Chart-Act Ray Watts unterwegs.
Im Frühjahr 2023 gründete Harald Wilhelmer aka DJ Amato das Musiklabel Susheé Records, wo er als CEO & Founder agiert. Zusätzlich startete er 2024 das Projekt Gefühlschaos. Unter diesem Pseudonym veröffentlicht er Gefühlssongs in dem es um Liebe und Herzschmerz geht. Ein auf den kommerziellen Party-Bereich abgestimmtes Projekt ist Wildlife Safari in Zusammenarbeit mit DJ Satzy.

## Werke

### Produktionen
- 2003: YMP feat. DJ Amato & Anna – You’re a Woman / Bongoman
- 2011: Electro Calling – Temptation (Extended)
- 2012: Electro Calling feat. Chukkimo & Renizance – Freaky Plan
- 2013: Bomb’n Amato – L’amour toujours
- 2013: Bomb’n Amato – The Key, the Secret
- 2014: Bomb’n Amato – I Can’t Stop Raving
- 2016: Ray Watts & DJ Amato feat. Felicia Lu – Her Soul
- 2017: DJ Amato & Dropic Thunder feat. C.O. Tha! Bad Black – Wanna Party
- 2018: DJ Amato – Verano Contigo
- 2018: DJ Amato – I Can Be Me With You
- 2019: DJ Amato – Este Verano
- 2020: DJ Amato x Marc Reason - Suaste
- 2020: DJ Amato feat. Bad Black 315 & Zeek Wonderlen - Believe
- 2020: DJ Amato - Me Enamoré
- 2021: DJ Amato & Discflow - Friday
- 2021: DJ Amato – Summer
- 2022: DJ Amato x Dropic Thunder - Silent Woods
- 2022: DJ Amato – You & I
- 2022: DJ Amato – Verano Contigo 2K22
- 2024: DJ Amato aka (Gefühlschaos) – Happy End?
- 2024: DJ Amato – Energia Positiva

### Remixe
- 2007: X-Ray feat. Lemon Juice vs. Amax Deejays – Maria, Maria
- 2011: Jan Wayne feat. Fab – Run to You (Re Fuge vs. Deejay Amato Remix)
- 2012: Alex Hilton & Mirko Delgado – Dare Me (Electro Calling Remix)
- 2013: DJ Ostkurve – Ok ab gehtz (Wir kommen wieder) (DJ Amato Remix)
- 2013: Guenta K – Dirty & Corrupt (CJ Stone & Bomb’n Amato Remix)
- 2013: Ray Watts feat. X-Ray – My Citylights (Electro Calling Remix)
- 2014: Adrima – It’s a Fine Day (Bomb’n Amato Remix)
- 2014: Patrick Metzker feat. Baby Brown – Stars in the Sky (Bomb’n Amato Remix)
- 2014: DJ Maurice & Parla En Paradoux – Liberte (Bomb’n Amato Remix)
- 2014: Guenta K – No No No (Please Don’t Go) (Bomb’n Amato Remix)
- 2014: Jo Morsi – Himmel auf Erden (DJ Amato Remix)
- 2014: Ray Watts feat. X-Ray – Angels (DJ Amato Remix)
- 2015: Orgasmo Reload – I’m Too Horny (DJ Amato Remix)
- 2015: Oliver Pum feat. Max Kühnel – Your Time (DJ Amato Remix)
- 2015: Patrick Metzker feat. Lyck – Love Is Taking Over (Bomb’n Amato Remix)
- 2015: Ray Watts feat. G.G. – Queen of Lissabon (DJ Amato Remix)
- 2017: Scotty – The Black Pearl (DJ Amato & Dropic Thunder Remix)
- 2018: Rabaue – Die Nacht (ist nicht zum Schlafen da) (DJ Amato & Satzy Remix)